# Halmstad–Nässjö Järnvägar

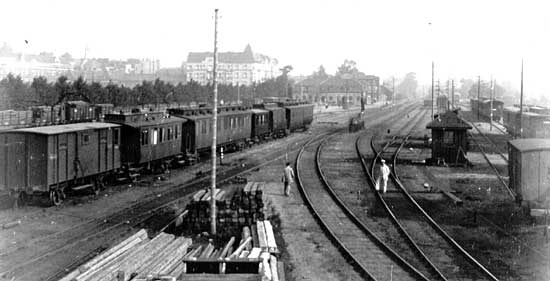
Bangården i Halmstad omkring 1920.

Halmstad-Nässjö Järnvägar (HNJ) var ett järnvägsföretag som byggde och ägde järnvägarna Halmstad–Värnamo–Vaggeryd–Nässjö och Vaggeryd–Jönköping samt Reftele–Gislaved, Torup–Rydöbruk och Rydöbruk–Hyltebruk. Från början hette bolaget Halmstad–Jönköpings järnvägs AB, men bytte namn i samband med en rekonstruktion 1885. År 1877 öppnades bandelen Halmstad–Värnamo. HNJ köpte senare Västra Centralbanan mellan Landeryd och Falköping. HNJ drev också trafiken på banan Kinnared–Fegen–Ätran.
HNJ köptes 1945 av staten.

## Bevarade HNJ-fordon
Ett fåtal fordon från Halmstad-Nässjö Järnvägar finns bevarade. Hos Nässjö Järnvägsmuseum finns HNJ Ångvagn 1 från 1888, lokomotorn HNJ Zs 62 och HNJ motortralla X 101. Hos Karlshamn Vislanda Bolmens Järnvägssällskap i Hovmanbygd finns rälsbussen HNJ Yd 14 i utförande som elrevisionsfordon. Den fanns tidigare hos Nora Bergslags Veteran-Jernväg i Nora.

## Kartor 1926

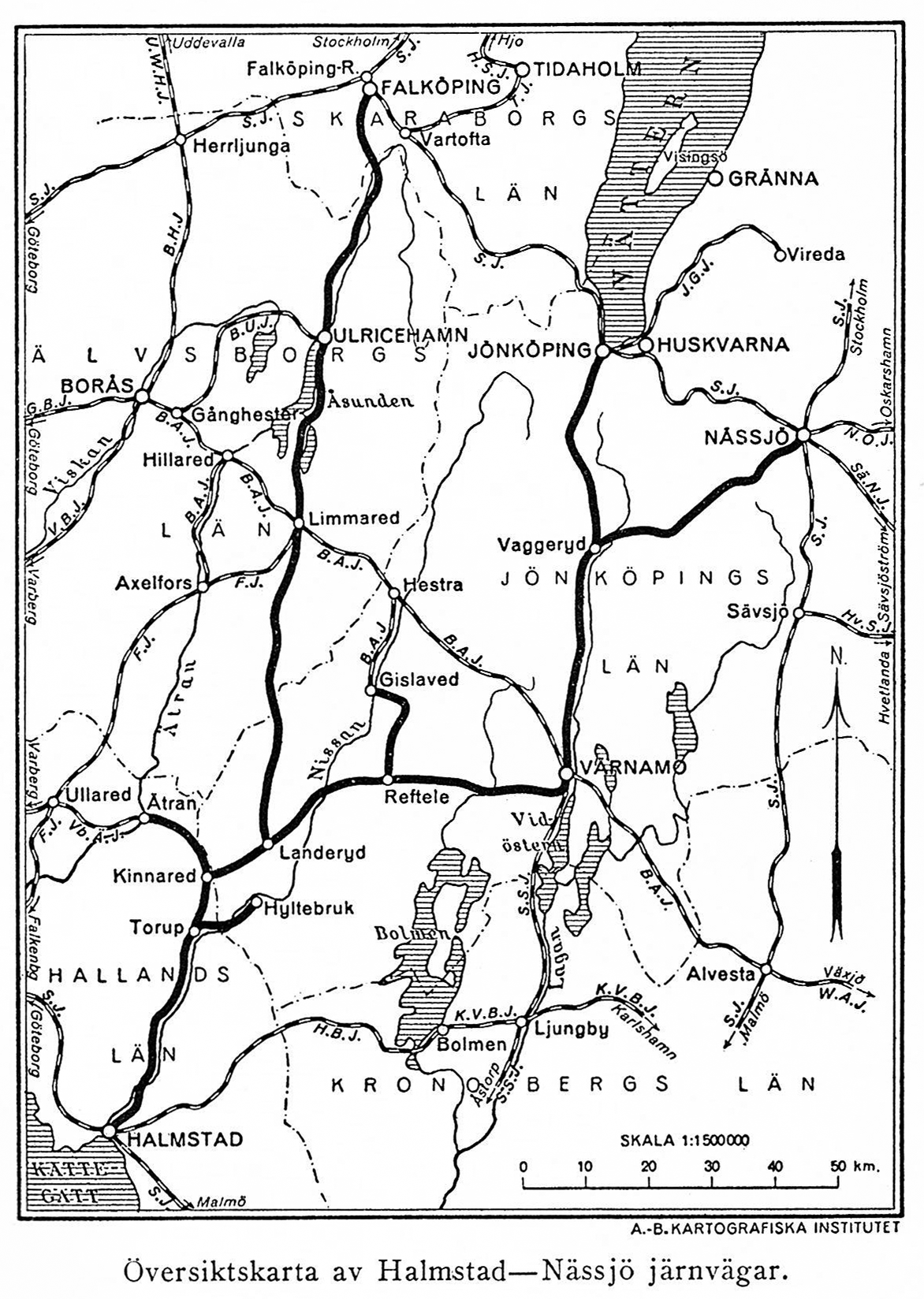
HNJ.
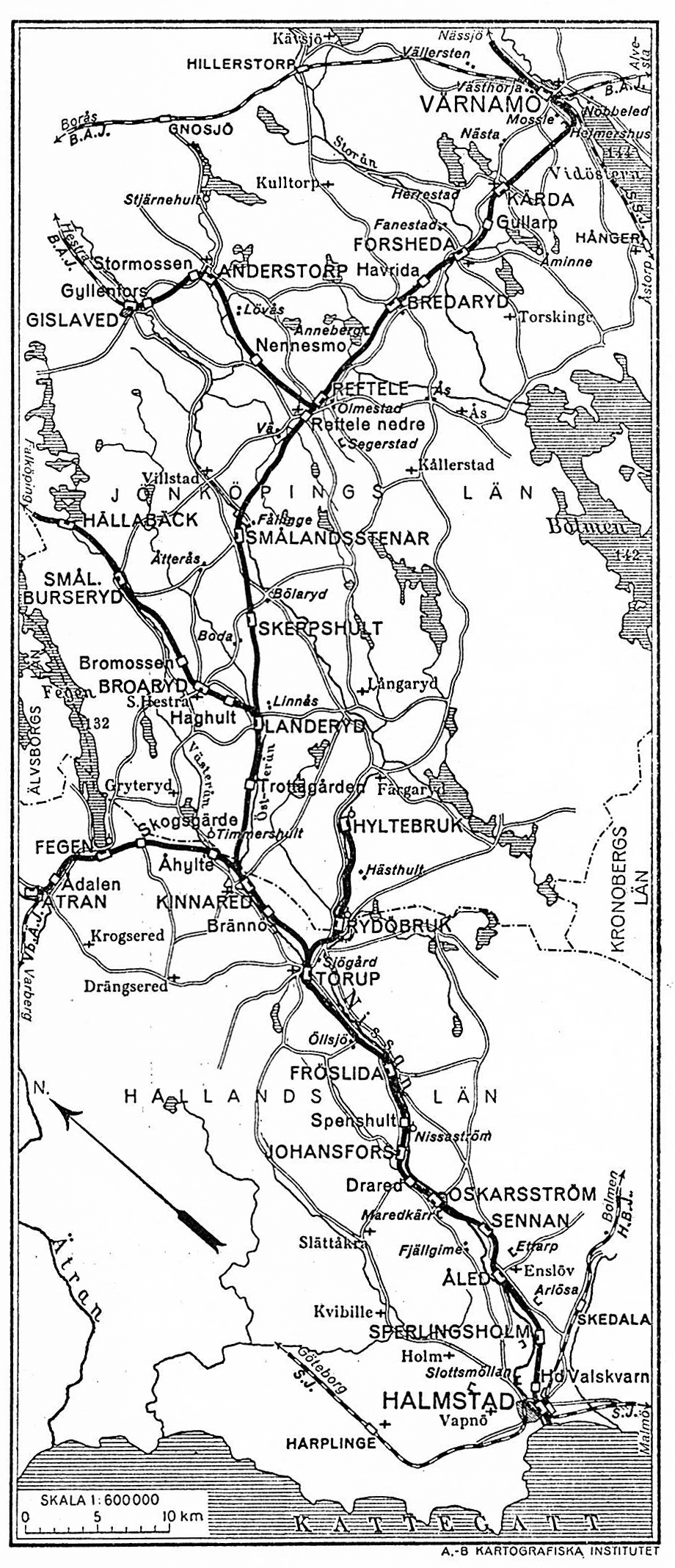
Sträckan Halmstad-Värnamo.
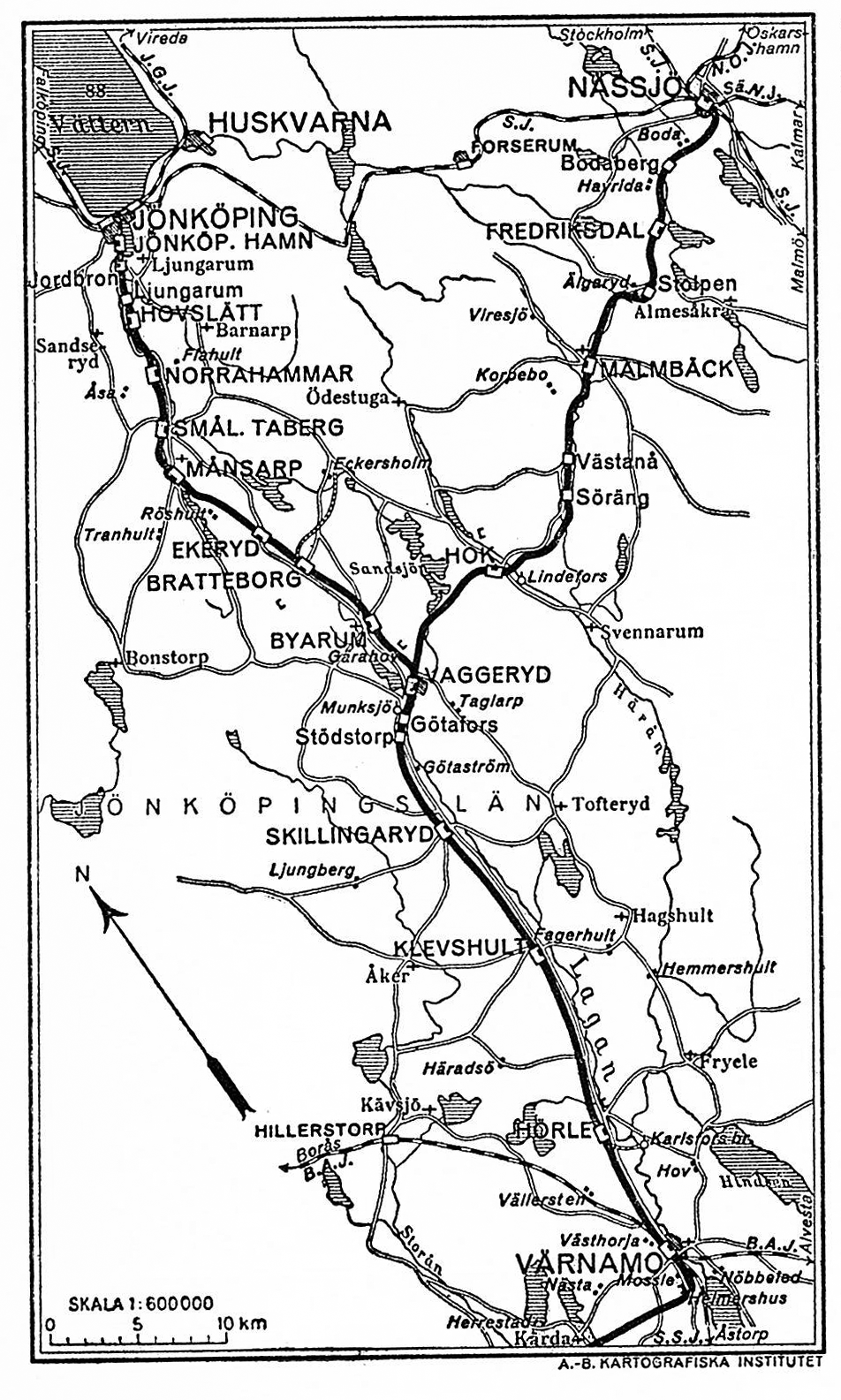
Sträckan Värnamo-Jönköping/Nässjö.
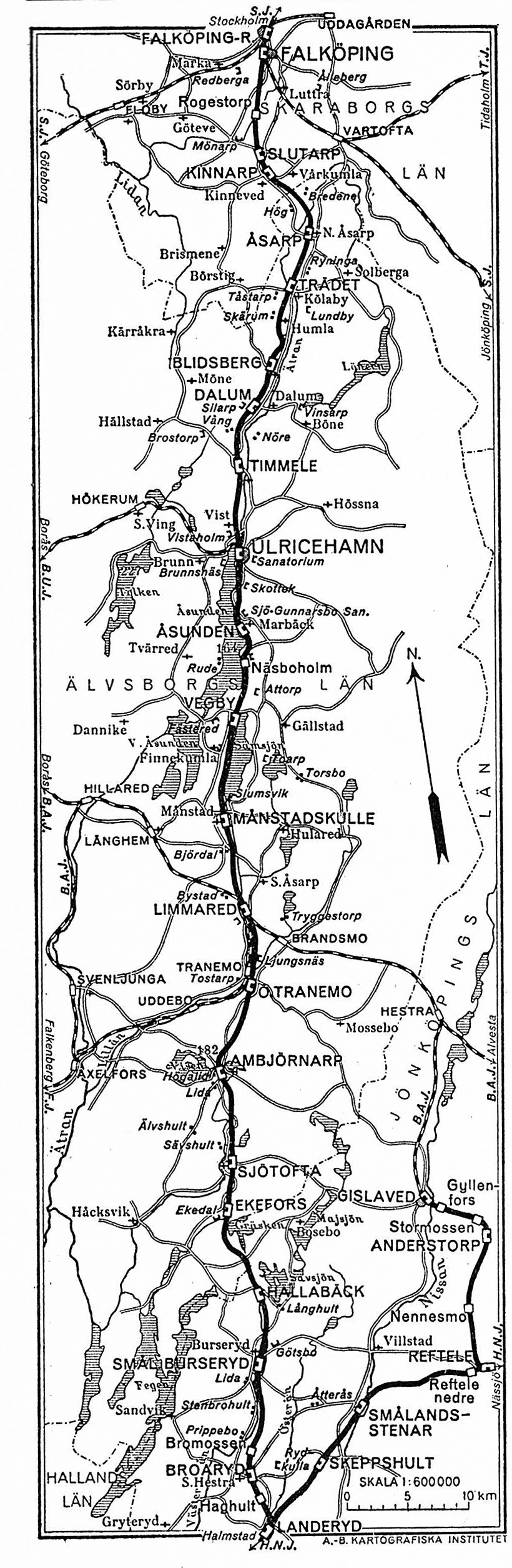
Västra Centralbanan.